# Bactericera rubra
Bactericera rubra är en insektsart som först beskrevs av Leonard D. Tuthill 1939.  Bactericera rubra ingår i släktet Bactericera och familjen spetsbladloppor. Inga underarter finns listade i Catalogue of Life.